# 太仓石拱桥
太仓石拱桥位于中国江苏省太仓市老城区内外，现存五座元代石拱桥：皋桥、州桥、周泾桥、井亭桥和金鸡桥，其地域及建造年代相近、风格相似，可视为一个整体，2006年被列为第六批全国重点文物保护单位。
皋桥位于新华西路致和塘上，建于元元统二年（1334年），南北走向，单孔，长18.9米，宽4.9米。
州桥位于新华东路，也在致和塘上，在皋桥东侧，建于元天历二年（1329年），三孔，长32.4米，桥中宽4米，主孔净跨11.7米。

州桥

周泾桥也位于新华东路致和塘上，在州桥东侧，建于元至顺元年（1330年），三孔，长30米，桥中宽4.7米，主孔净跨11.2米。
井亭桥位于南郊新丰村张江门河上，建于元元统二年，南北走向，三孔，长22.3米，桥中宽4.3米，主孔净跨6.1米。
金鸡桥位于新丰村朱里泾河上，建于元元统二年，南北走向，单孔，长11.7米，桥中宽2.37米，净跨5.1米。